# Conocephalus striata
Conocephalus striata är en insektsart som beskrevs av Willemse, C. 1942. Conocephalus striata ingår i släktet Conocephalus och familjen vårtbitare. Inga underarter finns listade i Catalogue of Life.